# Progressione del record europeo dei 400 metri piani femminili

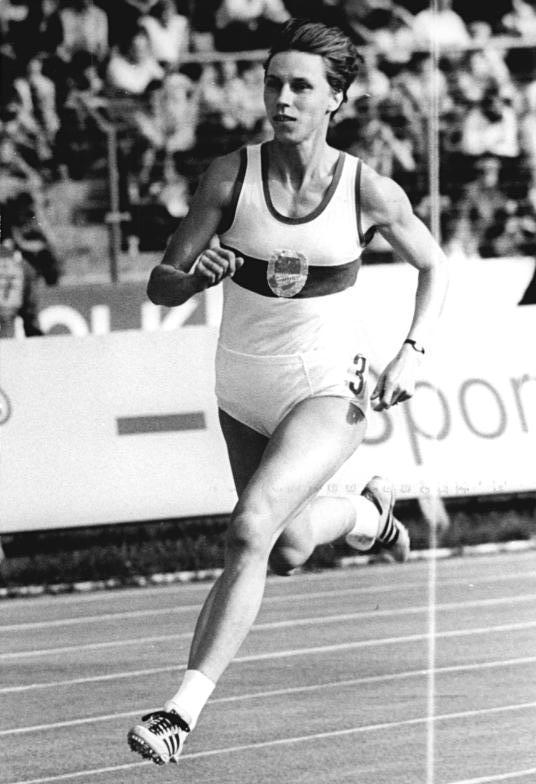
Marita Koch, detentrice del record europeo di specialità

La voce seguente illustra la progressione del record europeo dei 400 metri piani femminili di atletica leggera.
Il primo record europeo della specialità riconosciuto risale al 1957, convalidato dalla European Athletic Association.
Su 31 record europei ben 21 sono stati anche record mondiali.

## Progressione[1][2]

### Cronometraggio manuale (dal 1957 al 1976)
| Tempo manuale | Vento (m/s) | Tempo elettrico | Atleta                   | Nazionalità      | Luogo                       | Data              | Note            |
| ------------- | ----------- | --------------- | ------------------------ | ---------------- | --------------------------- | ----------------- | --------------- |
| 55"2          | -           | -               | Polina Lazareva          | Unione Sovietica | Minsk, Unione Sovietica     | 10 maggio 1957    | Record mondiale |
| 54"0          | -           | -               | Marija Itkina            | Unione Sovietica | Minsk, Unione Sovietica     | 8 giugno 1957     | Record mondiale |
| 53"6          | -           | -               | Marija Itkina            | Unione Sovietica | Mosca, Unione Sovietica     | 6 luglio 1957     | Record mondiale |
| 53"4          | -           | -               | Marija Itkina            | Unione Sovietica | Krasnodar, Unione Sovietica | 12 settembre 1959 | Record mondiale |
| 53"4          | -           | -               | Marija Itkina            | Unione Sovietica | Belgrado, Jugoslavia        | 14 settembre 1962 | Record mondiale |
| 53"2          | -           | -               | Marija Itkina            | Unione Sovietica | Kiev, Unione Sovietica      | 6 ottobre 1963    |                 |
| 53"2          | -           | -               | Joy Grieveson            | Regno Unito      | Londra, Regno Unito         | 13 ottobre 1963   |                 |
| 52"2          | -           | -               | Ann Packer               | Regno Unito      | Tokyo, Giappone             | 17 ottobre 1964   |                 |
| 52"0          | -           | -               | Colette Besson           | Francia          | Città del Messico, Messico  | 16 ottobre 1968   |                 |
| 52"0          | -           | -               | Nicole Duclos            | Francia          | Stoccarda, Grecia           | 31 luglio 1969    |                 |
| 51"7          | -           | 51"72           | Nicole Duclos            | Francia          | Il Pireo, Grecia            | 18 settembre 1969 | Record mondiale |
| 51"7          | -           | 51"74           | Colette Besson           | Francia          | Il Pireo, Grecia            | 18 settembre 1969 | Record mondiale |
| 51"7          | -           | -               | Monika Zehrt             | Germania Est     | Londra, Regno Unito         | 10 giugno 1972    |                 |
| 51"1          | -           | -               | Monika Zehrt             | Germania Est     | Erfurt, Germania            | 22 giugno 1972    |                 |
| 51"0          | -           | 51"08           | Monika Zehrt             | Germania Est     | Colombes, Francia           | 4 luglio 1972     | Record mondiale |
| 49"9          | -           | -               | Irena Szewińska          | Polonia          | Varsavia, Polonia           | 22 giugno 1974    | Record mondiale |
| 49"8          | -           | -               | Christina Lathan-Brehmer | Germania Est     | Dresda, Germania            | 9 maggio 1976     |                 |
| 49"8          | -           | -               | Irena Szewińska          | Polonia          | Bydgoszcz, Polonia          | 22 giugno 1976    |                 |
| 49"3          | -           | -               | Irena Szewińska          | Polonia          | Montréal, Canada            | 29 luglio 1976    |                 |

### Cronometraggio elettronico (dal 1974 ad oggi)
| Tempo | Vento (m/s) | Atleta                   | Nazionalità    | Luogo                 | Data             | Note            |
| ----- | ----------- | ------------------------ | -------------- | --------------------- | ---------------- | --------------- |
| 50"14 | -           | Riita Hagman-Salin       | Finlandia      | Roma, Italia          | 4 settembre 1974 | Record mondiale |
| 49"77 | -           | Christina Lathan-Brehmer | Germania Est   | Dresda, Germania      | 9 maggio 1976    | Record mondiale |
| 49"75 | -           | Irena Szewińska          | Polonia        | Bydgoszcz, Polonia    | 22 giugno 1976   | Record mondiale |
| 49"29 | -           | Irena Szewińska          | Polonia        | Montréal, Canada      | 29 luglio 1976   | Record mondiale |
| 49"19 | -           | Marita Koch              | Germania Est   | Lipsia, Germania      | 2 luglio 1978    | Record mondiale |
| 49"03 | -           | Marita Koch              | Germania Est   | Potsdam, Germania     | 19 agosto 1978   | Record mondiale |
| 48"94 | -           | Marita Koch              | Germania Est   | Praga, Cecoslovacchia | 31 agosto 1978   | Record mondiale |
| 48"89 | -           | Marita Koch              | Germania Est   | Potsdam, Germania     | 29 luglio 1979   | Record mondiale |
| 48"60 | -           | Marita Koch              | Germania Est   | Torino, Italia        | 4 agosto 1979    | Record mondiale |
| 48"16 | -           | Marita Koch              | Germania Est   | Atene, Grecia         | 8 settembre 1982 | Record mondiale |
| 47"99 | -           | Jarmila Kratochvílová    | Cecoslovacchia | Helsinki, Finlandia   | 10 agosto 1983   | Record mondiale |
| 47"60 | -           | Marita Koch              | Germania Est   | Canberra, Australia   | 6 ottobre 1985   | Record mondiale |